# 九五式陸上攻擊機
九五式陸上攻擊機是大日本帝國海軍的陸上攻擊機。由廣海軍工廠設計製造。它是當時日本海軍擁有的最大飛機,其總寬度約32米，總重量為11噸（包括2噸的載重量）。但由於飛行性能（如速度性能和爬坡性能）并不是很好，且由於薄機體缺乏剛性，所以飛機做在大仰角轉動時輔助翼會產生顫動。同時，修復發動機故障、尾翼的振動也需大量時間，而在其後生產的九六式陸上攻擊機又有望表現出劃時代的性能，九五式陸上攻擊機因而停產。縮寫代碼是G2H1。後來被採用的九六式陸上攻擊機被稱為“中攻”，而該機被稱為“大攻”。縮寫是九五式陸攻・九五陸攻。

## 規格
- 全長:20.15米
- 全寬:31.68米
- 滿載重量:11,000 千克
- 發動機:2台廣海軍工廠九四式900馬力水冷W型12缸活塞發動機 （每台880 千瓦）
- 最大速度:每小時244千米
- 巡航速度:每小時167千米
- 最大航行距離:2,883千米
- 武器:
  - 4台7.7毫米機槍
  - 6枚250千克炸彈或4枚400千克炸彈
- 乗員:7名
- 生産數量:8（廣廠製6架、三菱製2架）

## 設計與開發
九五式陸上攻擊機是為日本帝國海軍設計和製造的首批遠程陸基轟炸機/偵察機之一。該機的原型機於1933年出現，但在結構上存在缺陷。該低翼懸臂單翼飛機搭載两台1,180 hp（880 kW）94型活塞發動機以提供動力。因發動機不可靠，所以只製造了八架。尽管在开发时投入了大量人力和財力，但飛機并沒有達到期望。然而，這架飛機為日本海軍提供了遠程陸基飛機的操作、開發經驗，這在後來的太平洋戰爭中被證明是意義重大的。

## 戰鬥歷史
在抗日戰爭期間，有一架飛機在一次事故中墜毀，其余飛機仍在中國大陸上飛行。1937年，有五架飛機在濟州島的基地被大火燒毀。